# Stephen Singer
Stephen Singer is een Amerikaans acteur.

## Carrière
Singer begon in 1979 met acteren in de film The Driller Killer. Hierna heeft hij nog meerdere rollen gespeeld in films en televisieseries zoals Don Juan DeMarco (1994), Third Watch (2000-2002), The Prince and Me (2004) en The Happening (2008).
Singer is ook actief in het theater. Hij speelde in 1999 eenmaal op Broadway, in het toneelstuk The Iceman Cometh als Hugo Kalmar.

## Filmografie

### Films
Uitgezonderd korte films.
- 2024 Bad Shabbos - als Irv
- 2021 Payback - als Jacob Strauss
- 2019 The Kitchen - als Herb Kanfer
- 2016 Stefan Zweig: Farewell to Europe - als Ben Huebsch
- 2014 Hunter&Game - als vader van Sasha
- 2014 Obvious Child - als Gene
- 2010 All Good Things – als Solly Sachs
- 2010 Multiple Sarcasms – als Michael Rogers
- 2008 The Happening – als dr. Ross
- 2007 Liebesleben – als Leon
- 2007 Untitled: A Love Story – als de pastoor
- 2005 Hate – als rabbijn
- 2004 Palindromes – als dr. Fleischer
- 2004 The Prince and Me – als professor Begler
- 2003 It Runs in the Family – als dr. Kaplan
- 2001 Town & Country – als gast op feest
- 1999 Hit and Runaway – als rabbijn Pinchas
- 1998 A Perfect Murder – als uitgeputte man
- 1998 A Price Above Rubies – als Gabbai
- 1998 Wrestling with Alligators – als Harry
- 1997 Commandments – als mr. Neer
- 1996 The Sunshine Boys – als camaraman
- 1996 Surprise! – als Michael
- 1994 Don Juan DeMarco – als dr. Bill Dunsmore
- 1981 Ms. 45 – als Rich Volk
- 1979 The Driller Killer – als plichtsverzuimende man

### Televisieseries
Uitgezonderd eenmalige gastrollen.
- 2016 - 2017 Madam Secretary - als Israëlisch premier Aaronson - 3 afl.
- 2016 Madoff - als rabbijn - 4 afl.
- 2001 – 2002 Third Watch – als dr. Peterson – 6 afl.

- Gemeinsame Normdatei: 1061425517
- Virtual International Authority File: 127149196256274790496